# Том Лаґард
Том Лаґард (англ. Tom LaGarde, 10 лютого 1955) — американський баскетболіст.
Олімпійський чемпіон 1976 року.
Переможець Панамериканських ігор 1975 року.

## Баскетбольна кар'єра
Після навчання в університеті Північної Кароліни Лагард був обраний 9-м номером у першому раунді драфту НБА 1977 року командою "Денвер Наггетс".
При зрості 6'10" і вазі 220 фунтів, Лагард грав у НБА на позиції форварда та центрового. Провівши свій перший сезон у складі "Наггетс", Лагард провів наступні два сезони у складі "Сіетл СуперСонікс", вигравши з "Сонікс" чемпіонат НБА у 1979 році.
У 1980 році він був обраний командою "Даллас Маверікс" у міжсезоння на драфті розширення 1980 року. Лагард був єдиним членом команди, який зіграв усі 82 гри за "Маверікс" у їхньому дебютному сезоні 1980-81, посівши друге місце в команді за набраними очками після Джима Спанаркела, а також був лідером команди за підбираннями та блокшотами.
У наступному сезоні Лагард отримав менше ігрового часу, провівши в середньому лише 19 хвилин за гру в 47 іграх за "Маверікс". Два наступні сезони він провів за кордоном.
Лагард повернувся до НБА у 1984 році, граючи за "Нью-Джерсі Нетс". Але він з'явився лише в одній грі з ними, перш ніж зазнав травми литки, яка вивела його з ладу наприкінці сезону.

## Особисте життя
У 2008 році він створив відеопародію на Маккейн-Пейлін під назвою "Справжні маверики за правду".
Том і його дружина Хізер живуть у Саксапахоу, штат Північна Кароліна, з двома дітьми. Разом вони переобладнали старий млин, який зараз є музичним майданчиком на 700 осіб під назвою Haw River Ballroom.